# Política da Tanzânia
O Tanganhica (a parte continental da actual Tanzânia) foi uma colónia alemã desde a década de 1880 até 1919, quando foi entregue ao Reino Unido, na sequência da derrota da Alemanha na Primeira Guerra Mundial; Zanzibar, a sua parte insular, era um sultanato independente, que se tornou um protectorado britânico na mesma altura.
O Tanganhica tornou-se independente em 13 de Dezembro de 1962 e, em 26 de Abril de 1964, uniu-se ao Zanzibar para criar a República Unida da Tanzânia. Dentro do acordo de união, quando o Presidente da República é originário do continente, o Vice-Presidente é um nativo de Zanzibar.
O primeiro Presidente da Tanzania foi o "Mwalimu" Julius Nyerere, igualmente Presidente do partido Chama cha Mapinduzi (que significa "Partido da Independência"). Nyerere, que se conservou no poder até 1985, conduziu o país segundo uma política denominada "Socialismo Africano", internamente designada "Ujamaa", que significa "unidade" ou "família", em KiSwahili.
O regime de partido único chegou ao fim em 1995, ano em que se realizaram as primeiras eleições multipartidárias no país desde a década de 1970.